# 彼得拉·舍辛
彼得拉·舍辛（德語：Petra Schersing，1965年10月18日—），德国田径运动员，主攻400米短跑。她曾代表东德参加1988年夏季奥林匹克运动会田径比赛，获得女子400米银牌和女子4×400米接力铜牌。